# 주권면제
주권면제(主權免除, Sovereign immunity)란 주권(주인의 권한)을 가진 자가 누리는 법적인 면책의 상태를 말한다. 주권자의 면책특권(sovereign immunity) 또는 왕의 면책특권(crown immunity)이라고 부른다. 주권자 또는 국가는 법적인 잘못을 저지를 수 없는 무오류성을 가진다. 따라서 모든 민사책임과 형사책임으로부터 면책된다는 법원칙(legal doctrine)이다.

## 법격언
- rex non potest peccare: 렉스 논 포테스트 페카레, 왕은 잘못을 저지를 수 없다. The King can do no wrong
- nihil aliud potest rex quam quod de jure potest: 왕은 법이 인정하는 일 외에 아무것도 할 수 없다. The king can do nothing but what he can do legally.

라틴어 rex는 왕이란 뜻이며 미국, 영국에서 Rex는 국가가 제기하는 소송 사건 등에서 국가를 대표하는 존재로서의 국왕을 칭하거나 할 때 쓰는 말이다.
6세기 학설휘찬에서 울피아누스는 "황제는 법의 구속을 받지 않는다. 황후는 법의 구속을 받지만, 일반적으로 황제가 법의 구속을 받지 않는 특권을 황후에게 부여한다."고 말한다. 현재 전세계는 대부분 로마법, 즉 학설휘찬을 계수하여 사용중이다.
18세기 영국 법학자 윌리엄 블랙스톤 경이 저술한 영국법 주해(Commentaries on the Laws of England)는 영미법에서 대단히 권위가 있다. 이 책은 독창적이지 않으나 영국법 전체를 체계적으로 설명하였으며 특히 미국에서 환영을 받아 미국 법률가에게 법전으로 여겨질 정도이다. 미국에 있어서의 영국법 계수는 블랙스톤에 의한 바가 컸으며 연방 헌법, 주 헌법 제정에 큰 영향을 미쳤다. 영국법 주해에서 블랙스톤은 "That the King can do no wrong, is a necessary and fundamental principle of the English constitution(왕이 잘못을 저지를 수 없다는 것은 영국 헌법의 필수적이고 근본적인 원칙이다)."라고 피력한다. 단, 이는 절대주의적 면책이 아니라 헌정상 비책임 원칙에 따른 설명이다. 블랙스톤은 입헌 군주제의 법제화를 옹호한 보수적 휘그 학자로, 군주제의 제도화된 비책임 원칙을 설명했을 뿐이다. 실제로 절대왕정을 옹호한 토리적 입장은 아니다. 실제로 블랙스톤은 입헌군주제 체제를 법적으로 정당화하려 한 보수적 입헌주의자였다.

## 국가면제
국가면제(State immunity)와 주권면제(Sovereign immunity)의 의미는 완전 동일한 것이 아니며, 주권면제가 군주 혹은 국가원수가 타국 영역 내에서 관할권 면제를 향유하는 것을 강조하는데 반하여, 국가면제는 그 대상이 전체 국가로 한다는 차이가 있다. 그러나 실질적으로 국가면제는 국가주권을 근거로 하므로, 현재 대다수 학자와 정부문서는 양자를 같은 의미로 보며, 국가면제라는 용어가 정식 정부문서에서 주로 사용된다.

## 주권자
왕의 면책특권을 주권자의 면책특권이라고 부르는 이유는, 원래 주권이란 군주주권을 말하는 것이기 때문이다. 현행 대한민국 헌법은 국민주권을 명시하고 있지만, 원래 법리상 주권(sovereign)은 군주의 주인으로서의 권한을 설명하기 위해 도입된 단어이다.
따라서 대통령제에서는 대통령의 면책특권만을 의미하는 것이지, 국민주권이라고 하여 전체 국민 개개인이 면책특권을 가진다는 의미가 아니다. 내각제에서는 총리의 면책특권을 의미할 뿐이다.
왕의 면책특권(crown immunity)과 국가의 면책특권(State immunity)은 다른 개념이다.

## 미국
주정부의 주지사와 연방정부의 대통령은 주권을 가졌기 때문에, 피차 왕의 면책특권을 갖는다. 한국은 대통령의 지시를 받는 검찰이 지방정부의 도지사가 뇌물을 받았다며 재임중에도 함부로 체포, 구속, 기소하기도 하지만, 미국은 대통령과 주지사가 상호간에 왕의 면책특권을 가져 형사상 소추가 금지된다. 무오류성에 기초하기 때문에, 당연히 재임 중은 물론 퇴임 이후에도 형사상 소추할 수 없다.
존 폴 스티븐스 대법관은 주권면제가 현재는 완전히 폐기된 법원칙이라고 주장한다. 예전엔 신성한 군주가 잘못을 저지를 수 없다는 의미였고, 오늘날에는 신성한 군주가 아니라 선출된 대통령이라서, 대통령과 군주는 다르다고 주장한다. 그러나 스티븐스 대법관의 견해처럼 미국 헌법에서 주권면제 법리가 부정되더라도, 놀리 프로시콰이(기소전 특별사면권)가 인정되어, 대통령은 자신과 자신의 측근들에게 놀리 프로시콰이(기소전 특별사면권)를 발급하고 퇴임할 수 있다.

## 대한민국
대통령은 내란 또는 외환의 죄를 범한 경우를 제외하고는 재직중 형사상의 소추를 받지 아니한다(헌법 제84조). 다수의 헌법학자들은 재직중에도 기소는 불가능하지만, 내사와 수사는 가능하며, 퇴임 이후에는 재직중의 범죄에 대해 기소할 수 있다고 주장한다.

## 같이 보기
- 교황 무류성
- 법적인 면책
- 외국주권면제법
- 살인면허
- 미국 수정 헌법 제11조